# Бродский, Александр Ильич
Алекса́ндр Ильи́ч Бро́дский (7 [19] июня 1895, Екатеринослав — 21 августа 1969, Киев) — учёный-химик. Член-корреспондент АН СССР (1943), академик АН Украинской ССР (1939), лауреат Сталинской премии (1946). Почётный член Польской академии наук (1963). Заслуженный деятель науки УССР (1965). Герой Социалистического Труда (1969). Директор института физической химии имени Л. В. Писаржевского АН УССР.

## Биография
Родился 7 (19) июня 1895 года в Екатеринославе в семье инженера-химика Ильи Ефимовича (Гилеля Хаимовича) и Ефросиньи (Неси) Григорьевны Бродских.
В 1913 году окончил реальное училище и поступил в Екатеринославский горный институт, на металлургический факультет. Работающий в то время в этом институте профессор, а затем академик Л. В. Писаржевский распознал в способном студенте талант химика и привлёк его к научной работе на своей кафедре. Одновременно с обучением в горном институте Бродский стал посещать лекции по химическим дисциплинам в Екатеринославском университете, а в 1921 году перевёлся на пятый курс химического отделения физико-математического факультета Московского университета, который и окончил со специальностью «физическая химия» в 1922 году.
В 1922—1934 годах работал в Институте народного образования в Днепропетровске (профессор с 1926 года). Одновременно, с 1927 года (и до своей смерти) стал работать в Институте физической химии АН УССР, с 1939 года — директор института. Также в 1930-1941 годах он преподавал в Днепропетровском химико-технологическом институте. 
В 1943 году А. Бродский был избран членом-корреспондентом АН СССР (специальность «неорганическая и физическая химия»).
Профессор МИС имени И. В. Сталина в 1943—1949 гг., в 1941-49 гг. руководил кафедрой физической химии Московского института стали.
Вместе с женой  В. С. Шереметьевой-Бродской собрал значительную коллекцию предметов искусства и старины, которая после смерти владельцев поступила в музеи Киева.
Умер 21 августа 1969 года в Киеве. Похоронен на Байковом кладбище.

## Научная деятельность
Основные научные работы А. И. Бродского относятся к химической термодинамики, электрохимии растворов и химии изотопов. В 1929 году он установил количественную зависимость электродного потенциала от диэлектрической проницаемости раствора. Под его руководством впервые в СССР в Московском химико-технологическом институте им. Д. И. Менделеева была создана установка по получению тяжелой воды (1934), концентратов тяжелого кислорода (1937) и тяжелого азота (1949). Впервые он применил стабильные изотопы для исследования механизмов химических реакций, исследовал изотопный обмен водорода, кислорода, серы и азота. 

### Публикации
- «Исследования по термодинамике и электрохимии растворов» (1931);
- «Современная теория электролитов» (1934);
- «Химия изотопов» (1952);
- «Физическая химия» (13 изданий).
- «Избранные труды» в 2-х тт. (под редакцией И. П. Грагерова, 2-е изд. — Киев: Наукова думка, 1974).

## Награды и звания
- Герой Социалистического Труда (13.03.1969)
- 2 ордена Ленина (19.09.1953; 13.03.1969)
- орден Трудового Красного Знамени (10.06.1945)
- медали
- Сталинская премия второй степени (1946) — за исследования в области химии изотопов, результаты которых изложены в статьях: «Применение изотопного метода к изучению механизмов химических реакций», «Теория тонкого фракционирования и разделения смесей термодиффузией» (1940—1943)[5]
- Заслуженный деятель науки Украинской ССР (1965)

В 1965 году вместе с Е. А. Шиловым за работы в области механизмов химических реакций стал лауреатом премии имени Л. В. Писаржевского (первое вручение премии).

## Память
- В 1973 году на фасаде здания Института физической химии имени Л. В. Писаржевского АН Украины (проспект Науки, 31) была установлена мемориальная доска (скульптор Ю. К. Скобликов, арх. А. Ф. Игнащенко)[6].
- Конверт с портретом учёного[7]